# Донской, Михаил Александрович
Михаил Александрович Донской (настоящая фамилия Явец; 8 августа 1913 года — 1996 год) — советский переводчик испанской, французской, английской стихотворной драматургии и поэзии, американской и аргентинской поэзии; представитель ленинградской школы поэтического перевода.

## Биография
Родился в 1913 году в Санкт-Петербурге. По образованию — математик, до 1954 года выпускал учебники по высшей математике и печатал научные статьи. Михаил Донской даже не писал серьёзных стихов, а лишь шуточные, «на случай». Иностранные языки выучил самостоятельно.
Жена — ленинградская переводчица испанской и португальской поэзии Инна Чежегова (1929—1990).
Похоронен на кладбище пос. Репино.

## Творчество
Первой работой переводчика стали юношеские стихи Анатоля Франса, переведённые по просьбе филолога, который писал диссертацию о раннем периоде творчества Франса и включил некоторые стихи в свою диссертацию как цитаты. Первый опубликованный перевод Донского — стихотворение Виктора Гюго «Последнее слово» («Звезда», № 2, 1952). По собственному признанию Донского, он «пришел к стихотворному переводу как самоучка», его ранние работы в этой области рассматривали Михаил Лозинский и известный литературовед, профессор Александр Смирнов. Потом он «многому учился на собрании секции переводчиков Ленинградской писательской организации».
Своей самой большей удачей Донской считал перевод баллады Гюго «Охота бюргграфа». Сложность перевода состояла в том, что в очень большом стихотворении длинные строки постоянно рифмуются только с коротким двусложным словом. В своём докладе Георгий Шенгели привёл балладу как пример непереводимого стихотворения. Присутствовавший на докладе Донской, чья работа над переводом «Охоты бюрграфа» была уже почти закончена, не решился сказать об этом мэтру. Отрывок из перевода баллады вошёл в сборник Виктора Гюго «Стихотворения и публицистика» (Л., 1954), но полностью перевод был опубликован только в сборнике Гюго «Лирика» (М., 1971), после чего не один раз переиздавался.
Донской писал, «что иногда новый перевод рождается от желания поспорить с предшественниками». Так, «Ворон» Эдгара По он перевёл, чтобы передать сквозную рифму во всех восемнадцати строфах, не находя этого в других переводах (в шестистишии оригинала рифмуются вторая, четвёртая, пятая и шестая строки; эта рифма проходит через все строфы). Сквозную рифму Донской считал не только техническим приёмом, он находил в ней эстетическую важность, «нагнетание зловещей атмосферы стихотворения», сравнивал с «Болеро» Равеля. Причиной полемического перевода трагедии Шекспира «Антоний и Клеопатра» стала трактовка Борисом Пастернаком этой пьесы как романа «кутилы и обольстительницы» (свои мысли на данную тему Донской высказал в статье «Шекспир для русской сцены» — «Мастерство перевода», № 10). Комедию Мольера «Тартюф» Донской перевёл, полемизируя с Лозинским, который стремился «создать произведение, покрытое патиной старины», сделать «Тартюф» таким же, каким тот выглядит для современных французов. Донской же хотел освободить комедию от архаики, вернуть на современную сцену, сохранить только аромат старины.
Помимо перевода комедии Мольера, Донскому принадлежат переводы и французских современников Мольера, живших в XVII веке, — комедиографов Поля Скаррона и Жана Франсуа Реньяра, мастеров классицистской трагедии Пьера Корнеля и Жана Расина, испанских драматургов — Лопе де Веги, Тирсо де Молины, Педро Кальдерона. Донской сотрудничал с Театром имени Вахтангова, где в 1971 году поставили в его переводе спектакль «Антоний и Клеопатра» (главные роли сыграли Михаил Ульянов и Юлия Борисова). Для спектакля 1976 года специально перевёл «Ричарда III» (главную роль опять-таки сыграл Ульянов). Шекспировскую «Бурю» в переводе Михаила Донского ставил Деклан Доннеллан на Международном театральном фестивале имени А. П. Чехова в 2011 году.
Своей самой сложной работой Донской считал перевод эпической поэмы аргентинского классика Xосе Эрнандеса «Мартин Фьерро». Сложность состояла и в большом размере (7210 строк), и в том, что оригинал был написан на стилизованном народном языке гаучо, и в неизвестных читателю бытовых реалиях, и в глубоком философском смысле поэмы. Донскому оказали большую помощь уроженец Аргентины лингвист С. П. Гловко и известный переводчик Анатолий Гелескул.
Сотрудничал с режиссёром Яном Фридом — сначала только как автор песенных текстов («Собака на сене», 1977, по пьесе Лопе де Веги в переводе Михаила Лозинского), а затем и как соавтор сценария («Благочестивая Марта», 1980 по пьесе Тирсо де Молины, тексты песен Донского и Инны Чежеговой; «Дон Сезар де Базан», 1989, по пьесе Филиппа Дюмануара и Адольфа Филиппа Д’Эннери, тексты песен Донского и Кима Рыжова). В песенных текстах для фильмов Яна Фрида Михаил Донской использовал свои переводы испанской поэзии; так, песня «Дон Дублон» из «Дона Сезара де Базана» основана на переводе летрильи Франсиско де Кеведо.
Творчество Донского прекратилось в 1990 году, после смерти его последней жены Инны Чежеговой. Его многолетняя работа — испанская поэма XIV века «Книга благой любви» Хуана Руиса вышла через год в ленинградском отделении издательства «Наука». Последний фильм Яна Фрида «Тартюф» был снят по переводу Донского, но тот не участвовал в написании сценария, и тексты песен тоже были написаны другими.
Михаил Донской — также автор статей по теории и практике художественного перевода («Как переводить классическую стихотворную комедию?», «Шекспир для русской сцены» и др.). Донской считал, «что перевод поэзии является сочетанием искусства и науки»; он даже допускал сотрудничество учёного и поэта «лишь при высокой квалификации обоих сотрудников … и при полном их контакте».
Донской писал, что его не удивят новые переводы уже переведённых им пьес Шекспира или знаменитых стихотворений Эдгара По. Но по поводу французских и испанских комедий он надеялся, что его переводы будут в обозримом будущем устраивать читателей и зрителей.